# Rockwell Kent
Rockwell Kent (21 de juny de 1882 – 13 de març de 1971) va ser un pintor, estampador, il·lustrador, escriptor, mariner i viatjant estatunidenc.
Les seves pintures es van caracteritzar per representar diversos paisatges amb colors suaus.
Políticament actiu, va ser membre del Partit Socialista d'Amèrica i va recolzar diferents gremis d'obrers. Es va erigir com a opositor a la política nord-americana pel que fa a la Unió Soviètica durant la Guerra Freda, per la qual cosa va estar en la mira de Joseph McCarthy, i se li va revocar el seu passaport. El va recuperar quan va obtenir una sentència de la Cort Suprema que afirmava que això limitava els seus drets civils en tant no podia viatjar lliurement. Va rebre el Premi Lenin de la Pau i va especificar que donava l'import íntegre del premi a "tots els nens de Vietnam, tant del Nord com del Sud".